# European Championships 2022/Teilnehmer (Österreich)
| Gelbes Symbol für Goldmedaillen mit stilisierten Olympischen Ringen | Graues Symbol für Silbermedaillen mit stilisierten Olympischen Ringen | Braundes Symbol für Bronzemedaillen mit stilisierten Olympischen Ringen |
| ------------------------------------------------------------------- | --------------------------------------------------------------------- | ----------------------------------------------------------------------- |
| 4                                                                   | 2                                                                     | 2                                                                       |

Österreich nahm mit 107 Athleten an den European Championships 2022 in München teil.

## Medaillen

### Medaillenspiegel
| Rang   | Sportart      | Gold | Silber | Bronze | Gesamt |
| ------ | ------------- | ---- | ------ | ------ | ------ |
| 1      | Sportklettern | 2    | 1      | 1      | 4      |
| 1      | Tischtennis   | 2    | 1      | 1      | 4      |
| Gesamt | Gesamt        | 4    | 2      | 2      | 8      |

### Medaillengewinner
| Name/n                           | Sportart      | Wettkampf       |
| -------------------------------- | ------------- | --------------- |
| Gold                             |               |                 |
| Nicolai Užnik                    | Sportklettern | Bouldern        |
| Jakob Schubert                   | Sportklettern | Bouldern & Lead |
| Sofia Polcanova                  | Tischtennis   | Einzel          |
| Sofia Polcanova Bernadette Szőcs | Tischtennis   | Doppel          |
| Silber                           |               |                 |
| Jessica Pilz                     | Sportklettern | Lead            |
| Daniel Habesohn Robert Gardos    | Tischtennis   | Doppel          |
| Bronze                           |               |                 |
| Jessica Pilz                     | Sportklettern | Bouldern & Lead |
| Robert Gardos Sofia Polcanova    | Tischtennis   | Mixed Doppel    |

## Teilnehmer nach Sportarten

### Beachvolleyball
| Athleten                                   | Gruppenphase                                  | Gruppenphase | 1. Runde                          | 1. Runde      | Achtelfinale                        | Achtelfinale  | Viertelfinale                    | Viertelfinale | Halbfinale    | Halbfinale    | Finale        | Finale        | Rang |
| Athleten                                   | Gegner                                        | Erg,         | Gegner                            | Erg,          | Gegner                              | Erg,          | Gegner                           | Erg,          | Gegner        | Erg,          | Gegner        | Erg,          | Rang |
| ------------------------------------------ | --------------------------------------------- | ------------ | --------------------------------- | ------------- | ----------------------------------- | ------------- | -------------------------------- | ------------- | ------------- | ------------- | ------------- | ------------- | ---- |
| Frauen                                     |                                               |              |                                   |               |                                     |               |                                  |               |               |               |               |               |      |
| Katharina Schützenhöfer Lena Plesiutschnig | Emma Piersma / Mexime van Driel               | 2:1          | Anouk Vergé-Dépré / Menia Bentele | 0:2           | ausgeschieden                       | ausgeschieden | ausgeschieden                    | ausgeschieden | ausgeschieden | ausgeschieden | ausgeschieden | ausgeschieden | 17   |
| Katharina Schützenhöfer Lena Plesiutschnig | Nina Brunner / Tanja Hüberli                  | 0:2          | Anouk Vergé-Dépré / Menia Bentele | 0:2           | ausgeschieden                       | ausgeschieden | ausgeschieden                    | ausgeschieden | ausgeschieden | ausgeschieden | ausgeschieden | ausgeschieden | 17   |
| Dorina Klinger Ronja Klinger               | Chantal Laboureur / Sarah Schulz              | 0:2          | ausgeschieden                     | ausgeschieden | ausgeschieden                       | ausgeschieden | ausgeschieden                    | ausgeschieden | ausgeschieden | ausgeschieden | ausgeschieden | ausgeschieden | 25   |
| Dorina Klinger Ronja Klinger               | Claudia Scampoli Margherita Bianchin          | 1:2          | ausgeschieden                     | ausgeschieden | ausgeschieden                       | ausgeschieden | ausgeschieden                    | ausgeschieden | ausgeschieden | ausgeschieden | ausgeschieden | ausgeschieden | 25   |
| Männer                                     |                                               |              |                                   |               |                                     |               |                                  |               |               |               |               |               |      |
| Robin Seidl Philipp Waller                 | Quentin Métral / Yves Haussener               | 2:1          | Ruben Penninga / Leon Luini       | 2:1           | Alexander Brouwer / Robert Meeuwsen | 2:1           | Michał Bryl / Bartosz Łosiak     | 1:2           | ausgeschieden | ausgeschieden | ausgeschieden | ausgeschieden | 5    |
| Robin Seidl Philipp Waller                 | Adrian Carambula / Enrico Rossi               | 1:2          | Ruben Penninga / Leon Luini       | 2:1           | Alexander Brouwer / Robert Meeuwsen | 2:1           | Michał Bryl / Bartosz Łosiak     | 1:2           | ausgeschieden | ausgeschieden | ausgeschieden | ausgeschieden | 5    |
| Martin Ermacora Moritz Pristauz            | Youssef Krou / Quincy Ayé                     | 0:2          | ausgeschieden                     | ausgeschieden | ausgeschieden                       | ausgeschieden | ausgeschieden                    | ausgeschieden | ausgeschieden | ausgeschieden | ausgeschieden | ausgeschieden | 25   |
| Martin Ermacora Moritz Pristauz            | Robin Sowa / Lukas Pfretzschner               | 1:2          | ausgeschieden                     | ausgeschieden | ausgeschieden                       | ausgeschieden | ausgeschieden                    | ausgeschieden | ausgeschieden | ausgeschieden | ausgeschieden | ausgeschieden | 25   |
| Julian Hörl Alexander Horst                | Stefan Boermans / Matthew Immers              | 2:1          | Freilos                           | Freilos       | Kusti Nõlvak / Mart Tiisaar         | 2:1           | Ondřej Perušič / David Schweiner | 0:2           | ausgeschieden | ausgeschieden | ausgeschieden | ausgeschieden | 5    |
| Julian Hörl Alexander Horst                | Nils Ehlers / Clemens Wickler                 | 2:1          | Freilos                           | Freilos       | Kusti Nõlvak / Mart Tiisaar         | 2:1           | Ondřej Perušič / David Schweiner | 0:2           | ausgeschieden | ausgeschieden | ausgeschieden | ausgeschieden | 5    |
| Alexander Huber Christoph Dressler         | Pablo Herrera Allepuz / Adrián Gavira Collado | 0:2          | Nils Ehlers / Clemens Wickler     | 1:2           | ausgeschieden                       | ausgeschieden | ausgeschieden                    | ausgeschieden | ausgeschieden | ausgeschieden | ausgeschieden | ausgeschieden | 17   |
| Alexander Huber Christoph Dressler         | Sven Winter / Paul Henning                    | 2:1          | Nils Ehlers / Clemens Wickler     | 1:2           | ausgeschieden                       | ausgeschieden | ausgeschieden                    | ausgeschieden | ausgeschieden | ausgeschieden | ausgeschieden | ausgeschieden | 17   |

### Kanurennsport
| Athleten                         | Wettbewerb | Vorlauf      | Vorlauf | Vorlauf       | Halbfinale   | Halbfinale | Halbfinale    | Finale        | Finale        | Rang |
| Athleten                         | Wettbewerb | Zeit         | Rang    | Qualifikation | Zeit         | Rang       | Qualifikation | Zeit          | Rang          | Rang |
| -------------------------------- | ---------- | ------------ | ------- | ------------- | ------------ | ---------- | ------------- | ------------- | ------------- | ---- |
| Frauen                           |            |              |         |               |              |            |               |               |               |      |
| Adriana Lehaci Ana Roxana Lehaci | K-2 200 m  | —            | —       | —             | —            | —          | —             | 40,098 s      | 6             | 6    |
| Adriana Lehaci Ana Roxana Lehaci | K-2 500 m  | 1:53,815 min | 2       | Halbfinale    | 1:47,294 min | 5          | B-Finale      | 1:47,951 min  | 5             | 14   |
| Männer                           |            |              |         |               |              |            |               |               |               |      |
| Manfred Pallinger                | C-1 200 m  | 43,458 s     | 7       | Halbfinale    | 42,921 s     | 9          | –             | ausgeschieden | ausgeschieden | 15   |
| Manfred Pallinger                | C-1 500 m  | 2:07,458 min | 6       | Halbfinale    | 1:55,312 min | 8          | B-Finale      | 1:55,817 min  | 8             | 17   |
| Manfred Pallinger                | C-1 5000 m | —            | —       | —             | —            | —          | —             | 24:23,877 min | 6             | 6    |
| Timon Maurer                     | K-1 500 m  | 1:43,040 min | 2       | Halbfinale    | 1:42,469 min | 2          | A-Finale      | 1:39,939 min  | 5             | 5    |
| Timon Maurer                     | K-1 1000 m | 3:37,998 min | 6       | Halbfinale    | 3:41,231 min | 6          | B-Finale      | 3:37,549 min  | 2             | 11   |
| Markus Swoboda                   | KL-2 200 m | 45,929 s     | 2       | Finale        | –            | –          | –             | 44,467 s      | 5             | 5    |
| Markus Swoboda                   | VL-3 200 m | 52,126 s     | 3       | Finale        | –            | –          | –             | 51,850 s      | 9             | 9    |

### Leichtathletik
Laufen und Gehen
| Athleten                                                                                | Wettbewerb       | Vorlauf     | Vorlauf | Halbfinale    | Halbfinale    | Finale        | Finale        | Rang |
| Athleten                                                                                | Wettbewerb       | Zeit        | Rang    | Zeit          | Rang          | Zeit          | Rang          | Rang |
| --------------------------------------------------------------------------------------- | ---------------- | ----------- | ------- | ------------- | ------------- | ------------- | ------------- | ---- |
| Frauen                                                                                  |                  |             |         |               |               |               |               |      |
| Magdalena Lindner                                                                       | 100 m            | 11,58 s     | 16      | ausgeschieden | ausgeschieden | ausgeschieden | ausgeschieden | 23   |
| Susanne Walli                                                                           | 200 m            | 23,45 s     | 16      | 23,73 s       | 21            | ausgeschieden | ausgeschieden | 21   |
| Susanne Walli                                                                           | 400 m            | 51,73 s     | 5       | 52,58 s       | 20            | ausgeschieden | ausgeschieden | 20   |
| Julia Mayer                                                                             | 10.000 m         | —           | —       | —             | —             | 33:57,29 min  | 18            | 18   |
| Lena Pressler                                                                           | 400 m Hürden     | 57,33 s     | 18      | ausgeschieden | ausgeschieden | ausgeschieden | ausgeschieden | 29   |
| Lena Millonig                                                                           | 3000 m Hindernis | 9:57,50 min | 19      | —             | —             | ausgeschieden | ausgeschieden | 19   |
| Viktoria Willhuber Susanne Walli Magdalena Lindner Lena Pressler Johanna Plank (Ersatz) | 4 × 100 m        | DSQ         | DSQ     | —             | —             | ausgeschieden | ausgeschieden | DSQ  |
| Männer                                                                                  |                  |             |         |               |               |               |               |      |
| Markus Fuchs                                                                            | 100 m            | –           | –       | 10,42 s       | 23            | ausgeschieden | ausgeschieden | 23   |
| Andreas Vojta                                                                           | 10.000 m         | —           | —       | —             | —             | 29:56,71 min  | 22            | 22   |
| Niklas Strohmayer-Dangl                                                                 | 400 m Hürden     | 51,21 s     | 20      | ausgeschieden | ausgeschieden | ausgeschieden | ausgeschieden | 30   |

Springen und Werfen
| Athleten            | Wettbewerb     | Qualifikation | Qualifikation | Finale        | Finale        | Rang |
| Athleten            | Wettbewerb     | Weite/Höhe    | Rang          | Weite/Höhe    | Rang          | Rang |
| ------------------- | -------------- | ------------- | ------------- | ------------- | ------------- | ---- |
| Frauen              |                |               |               |               |               |      |
| Victoria Hudson     | Speerwurf      | 60,49 m       | 5             | 56,07 m       | 10            | 10   |
| Männer              |                |               |               |               |               |      |
| Riccardo Klotz      | Stabhochsprung | 5,30 m        | 21            | ausgeschieden | ausgeschieden | 21   |
| Lukas Weißhaidinger | Diskuswurf     | 65,48 m       | 5             | 63,02 m       | 9             | 9    |

 Mehrkampf 
| Athletinnen | 100 m Hürden | 100 m Hürden | Hochsprung | Hochsprung | Kugelstoßen | Kugelstoßen | 200 m | 200 m  | Weitsprung | Weitsprung | Speerwurf | Speerwurf | 800 m | 800 m  | Punkte | Rang |
| Athletinnen | Zeit         | Punkte       | Höhe       | Punkte     | Weite       | Punkte      | Zeit  | Punkte | Weite      | Punkte     | Weite     | Punkte    | Zeit  | Punkte | Punkte | Rang |
| ----------- | ------------ | ------------ | ---------- | ---------- | ----------- | ----------- | ----- | ------ | ---------- | ---------- | --------- | --------- | ----- | ------ | ------ | ---- |
| Siebenkampf |              |              |            |            |             |             |       |        |            |            |           |           |       |        |        |      |
| Ivona Dadic | 13,70 s SB   | 1021         | 1,77 m SB  | 941        | 14,31 m     | 815         | DSQ   | 0      | DNS        | 795        | DNF       | DNF       | DNF   | DNF    | DNF    | DNF  |

### Radsport

#### Bahn
| Athleten                                                          | Wettbewerb         | Qualifikation | Qualifikation | 1. Runde | 1. Runde | Halbfinale | Halbfinale | Finals      | Finals | Rang |
| Athleten                                                          | Wettbewerb         | Zeit          | Rang          | Zeit     | Rang     | Zeit       | Rang       | Zeit/Punkte | Rang   | Rang |
| ----------------------------------------------------------------- | ------------------ | ------------- | ------------- | -------- | -------- | ---------- | ---------- | ----------- | ------ | ---- |
| Frauen                                                            |                    |               |               |          |          |            |            |             |        |      |
| Kathrin Schweinberger                                             | 10 km Scratch      | —             | —             | —        | —        | —          | —          | –           | 12     | 12   |
| Kathrin Schweinberger                                             | 25 km Punkterennen | —             | —             | —        | —        | —          | —          | −37 Punkte  | 13     | 13   |
| Verena Eberhardt Kathrin Schweinberger Leila Gschwentner (Ersatz) | Madison            | —             | —             | —        | —        | —          | —          | −140 Punkte | 12     | 12   |
| Männer                                                            |                    |               |               |          |          |            |            |             |        |      |
| Tim Wafler                                                        | 15 km Scratch      | —             | —             | —        | —        | —          | —          | –           | 8      | 8    |
| Maximilian Schmidbauer                                            | 40 km Punktefahren | —             | —             | —        | —        | —          | —          | –17 Punkte  | 15     | 15   |
| Tim Wafler Felix Ritzinger                                        | Madison            | —             | —             | —        | —        | —          | —          | DNF         | DNF    | DNF  |

| Athleten   | Wettbewerb | Qualifikation Punktefahren | Qualifikation Punktefahren | Scratch | Scratch | Temporennen | Temporennen | Ausscheidungs- fahren | Ausscheidungs- fahren | Punkte- fahren | Punkte- fahren | Punkte | Rang |
| Athleten   | Wettbewerb | Punkte                     | Rang                       | Punkte  | Rang    | Punkte      | Rang        | Punkte                | Rang                  | Punkte         | Zieleinlauf    | Punkte | Rang |
| ---------- | ---------- | -------------------------- | -------------------------- | ------- | ------- | ----------- | ----------- | --------------------- | --------------------- | -------------- | -------------- | ------ | ---- |
| Männer     |            |                            |                            |         |         |             |             |                       |                       |                |                |        |      |
| Tim Wafler | Omnium     | 2                          | 8                          | 18      | 12      | 34          | 4           | 20                    | 11                    | 2              | 13             | 74     | 11   |

#### Straße
| Athleten                | Wettbewerb       | Zeit         | Rang |
| ----------------------- | ---------------- | ------------ | ---- |
| Frauen                  |                  |              |      |
| Alina Reichert          | Straßenrennen    | DNF          | DNF  |
| Sarah Rijkes            | Straßenrennen    | 2:59:42 h    | 47   |
| Carina Schrempf         | Straßenrennen    | 2:59:27 h    | 26   |
| Christina Schweinberger | Straßenrennen    | 2:59:20 h    | 10   |
| Christina Schweinberger | Einzelzeitfahren | 32:32,76 h   | 8    |
| Kathrin Schweinberger   | Straßenrennen    | 3:02:28 h    | 78   |
| Gabriela Thanner        | Straßenrennen    | DNF          | DNF  |
| Anna Kiesenhofer        | Einzelzeitfahren | 32:00,87 min | 5    |
| Männer                  |                  |              |      |
| Tobias Bayer            | Straßenrennen    | 4:38:57 h    | 27   |
| Patrick Gamper          | Straßenrennen    | 4:39:35 h    | 74   |
| Marco Haller            | Straßenrennen    | 4:38:49 h    | 19   |
| Patrick Konrad          | Straßenrennen    | 4:41:52 h    | 102  |
| Lukas Pöstlberger       | Straßenrennen    | 4:46:42 h    | 125  |
| Sebastian Schönberger   | Straßenrennen    | 4:38:57 h    | 26   |
| Rainer Kepplinger       | Einzelzeitfahren | 28:51,79 min | 17   |

#### Mountainbike
| Athleten           | Wettbewerb    | Zeit      | Rang |
| ------------------ | ------------- | --------- | ---- |
| Frauen             |               |           |      |
| Corina Druml       | Cross-Country | 1:38:10 h | 25   |
| Mona Mitterwallner | Cross-Country | 1:35:14 h | 16   |
| Männer             |               |           |      |
| Moritz Bscherer    | Cross-Country | 1:25:52 h | 46   |
| Maximilian Foidl   | Cross-Country | DNS       | DNS  |
| Karl Markt         | Cross-Country | 1:21:29 h | 33   |
| Gregor Raggl       | Cross-Country | 1:20:37 h | 23   |

### Rudern
| Athleten                                                      | Wettbewerb                  | Vorlauf     | Vorlauf | Vorlauf       | Hoffnungslauf | Hoffnungslauf | Hoffnungslauf  | Halbfinale  | Halbfinale | Halbfinale    | Finale      | Finale | Rang |
| Athleten                                                      | Wettbewerb                  | Zeit        | Rang    | Qualifikation | Zeit          | Rang          | Qualifikation  | Zeit        | Rang       | Qualifikation | Zeit        | Rang   | Rang |
| ------------------------------------------------------------- | --------------------------- | ----------- | ------- | ------------- | ------------- | ------------- | -------------- | ----------- | ---------- | ------------- | ----------- | ------ | ---- |
| Frauen                                                        |                             |             |         |               |               |               |                |             |            |               |             |        |      |
| Magdalena Lobnig                                              | Einer                       | 8:42,83 min | 1       | Halbfinale    | –             | –             | –              | 8:10,36 min | 2          | A-Finale      | 8:10,10 min | 4      | 4    |
| Tabea Minichmayr Katharina Lobnig                             | Doppelzweier                | 8:14,64 min | 5       | Hoffnungslauf | 7:56,48 min   | 3             | A/B-Halbfinale | 7:43,82 min | 6          | B-Finale      | 7:28,54 min | 5      | 11   |
| Lara Tiefenthaler Valentina Cavallar                          | Leichtgewichts-Doppelzweier | 8:04,97 min | 5       | Hoffnungslauf | 7:52,20 min   | 5             | B-Finale       | —           | —          | —             | 7:45,82 min | 4      | 10   |
| Männer                                                        |                             |             |         |               |               |               |                |             |            |               |             |        |      |
| Julian Schöberl                                               | Leichtgewichts-Einer        | 7:51,43 min | 3       | Halbfinale    | –             | –             | –              | 7:15,34 min | 3          | A-Finale      | 7:42,90 min | 5      | 5    |
| Christoph Seifriedsberger Bruno Bachmair                      | Zweier ohne Steuermann      | 7:44,90 min | 4       | Hoffnungslauf | 7:18,61       | 2             | Halbfinale     | 7:41,29 min | 6          | B-Finale      | 7:02,15 min | 5      | 11   |
| Gabriel Stekl Lorenz Lindorfer Jakob Stadler Rudolph Querfeld | Vierer ohne Steuermann      | 6:54,46 min | 6       | Hoffnungslauf | 6:36,75       | 4             | B-Finale       | —           | —          | —             | 6:16,87 min | 3      | 9    |

### Sportklettern
| Athleten               | Wettbewerb      | Qualifikation | Qualifikation | Halbfinale    | Halbfinale    | Finale        | Finale        | Rang   |
| Athleten               | Wettbewerb      | Punkte        | Rang          | Punkte        | Rang          | Punkte        | Rang          | Rang   |
| ---------------------- | --------------- | ------------- | ------------- | ------------- | ------------- | ------------- | ------------- | ------ |
| Frauen                 |                 |               |               |               |               |               |               |        |
| Johanna Färber         | Bouldern        | 0T3z 0 7      | 31            | ausgeschieden | ausgeschieden | ausgeschieden | ausgeschieden | 31     |
| Eva Maria Hammelmüller | Bouldern        | 2T2z 5 3      | 29            | ausgeschieden | ausgeschieden | ausgeschieden | ausgeschieden | 29     |
| Eva Maria Hammelmüller | Lead            | 28,98         | 29            | ausgeschieden | ausgeschieden | ausgeschieden | ausgeschieden | 29     |
| Sandra Lettner         | Bouldern        | 2T3z 11 12    | 27            | ausgeschieden | ausgeschieden | ausgeschieden | ausgeschieden | 27     |
| Sandra Lettner         | Lead            | 25,22         | 23            | 24+           | 10            | ausgeschieden | ausgeschieden | 10     |
| Franziska Sterrer      | Bouldern        | 1T5z 2 14     | 13            | 0T2z 0 4      | 17            | ausgeschieden | ausgeschieden | 17     |
| Jessica Pilz           | Bouldern        | 2T4z 5 7      | 9             | 2T3z 5 7      | 8             | ausgeschieden | ausgeschieden | 8      |
| Jessica Pilz           | Lead            | 4,47          | 3             | 27+           | 4             | 45+           | 2             | Silber |
| Jessica Pilz           | Bouldern & Lead | —             | —             | —             | —             | 100,0         | 2             | Silber |
| Julia Fiser            | Lead            | 24,07         | 22            | 18+           | 20            | ausgeschieden | ausgeschieden | 20     |
| Mattea Pötzi           | Lead            | 27,57         | 26            | 19+           | 17            | ausgeschieden | ausgeschieden | 17     |
| Männer                 |                 |               |               |               |               |               |               |        |
| Georg Parma            | Lead            | 48,72         | 50            | ausgeschieden | ausgeschieden | ausgeschieden | ausgeschieden | 50     |
| Stefan Scherz          | Lead            | 30,57         | 33            | ausgeschieden | ausgeschieden | ausgeschieden | ausgeschieden | 33     |
| Jan-Luca Posch         | Bouldern        | 0T2z 0 3      | 39            | ausgeschieden | ausgeschieden | ausgeschieden | ausgeschieden | 39     |
| Mathias Posch          | Lead            | 27,22         | 28            | ausgeschieden | ausgeschieden | ausgeschieden | ausgeschieden | 28     |
| Jakob Schubert         | Bouldern        | 3T5z 5 14     | 5             | 0T3z 0 8      | 9             | ausgeschieden | ausgeschieden | 9      |
| Jakob Schubert         | Lead            | 6,16          | 5             | 46+           | 1             | 34+           | 4             | 4      |
| Jakob Schubert         | Bouldern & Lead |               |               |               |               | 95,1          | 1             | Gold   |
| Nicolai Užnik          | Bouldern        | 3T5z 8 9      | 1             | 1T3z 7 9      | 3             | 2T2z 6 6      | 1             | Gold   |
| Nicolai Užnik          | Lead            | 35,50         | 37            | ausgeschieden | ausgeschieden | ausgeschieden | ausgeschieden | 37     |
| Nicolai Užnik          | Bouldern & Lead |               |               |               |               | 1,1           | 8             | 8      |

| Athleten               | Wettbewerb | Qualifikation | Qualifikation | Achtelfinale    | Achtelfinale | Viertelfinale | Viertelfinale | Halbfinale    | Halbfinale    | Finale        | Finale        | Rang |
| Athleten               | Wettbewerb | Zeit          | Rang          | Gegner          | Zeit         | Gegner        | Zeit          | Gegner        | Zeit          | Punkte        | Rang          | Rang |
| ---------------------- | ---------- | ------------- | ------------- | --------------- | ------------ | ------------- | ------------- | ------------- | ------------- | ------------- | ------------- | ---- |
| Männer                 |            |               |               |                 |              |               |               |               |               |               |               |      |
| Lawrence Bogeschdorfer | Speed      | 6,357 s       | 15            | Danyil Boldyrev | 6,162 s      | ausgeschieden | ausgeschieden | ausgeschieden | ausgeschieden | ausgeschieden | ausgeschieden | 15   |
| Lukas Knapp            | Speed      | 6,038 s       | 10            | GIan Luca Zodda | Fall         | ausgeschieden | ausgeschieden | ausgeschieden | ausgeschieden | ausgeschieden | ausgeschieden | 15   |

### Tischtennis
| Athleten                         | Wettbewerb | Gruppenphase        | Gruppenphase | Vorrunde       | Vorrunde      | 1. Runde                          | 1. Runde      | 2. Runde                              | 2. Runde      | Achtelfinale                     | Achtelfinale  | Viertelfinale                 | Viertelfinale | Halbfinale                        | Halbfinale    | Finale                              | Finale        | Rang          |
| Athleten                         | Wettbewerb | Gegner              | Erg,         | Gegner         | Erg,          | Gegner                            | Erg,          | Gegner                                | Erg,          | Gegner                           | Erg,          | Gegner                        | Erg,          | Gegner                            | Erg,          | Gegner                              | Erg,          | Rang          |
| -------------------------------- | ---------- | ------------------- | ------------ | -------------- | ------------- | --------------------------------- | ------------- | ------------------------------------- | ------------- | -------------------------------- | ------------- | ----------------------------- | ------------- | --------------------------------- | ------------- | ----------------------------------- | ------------- | ------------- |
| Frauen                           |            |                     |              |                |               |                                   |               |                                       |               |                                  |               |                               |               |                                   |               |                                     |               |               |
| Karoline Mischek                 | Einzel     | Ángela Rodríguez    | 3:0          | Freilos        | Freilos       | Sibel Altınkaya                   | 4:1           | Sabina Surjan                         | 0:4           | ausgeschieden                    | ausgeschieden | ausgeschieden                 | ausgeschieden | ausgeschieden                     | ausgeschieden | ausgeschieden                       | ausgeschieden | 17            |
| Karoline Mischek                 | Einzel     | Zdena Blašková      | 3:2          | Freilos        | Freilos       | Sibel Altınkaya                   | 4:1           | Sabina Surjan                         | 0:4           | ausgeschieden                    | ausgeschieden | ausgeschieden                 | ausgeschieden | ausgeschieden                     | ausgeschieden | ausgeschieden                       | ausgeschieden | 17            |
| Sofia Polcanova                  | Einzel     | Freilos             | Freilos      | Freilos        | Freilos       | Özge Yılmaz                       | 4:0           | Tin-Tin Ho                            | 4:1           | Natalia Partyka                  | 4:2           | Bernadette Szőcs              | 4:2           | Sabine Winter                     | 4:3           | Nina Mittelham                      | 4:0           | Gold          |
| Amelie Solja                     | Einzel     | Matilde Pinto       | 3:0          | Freilos        | Freilos       | Tatiana Kukuľková                 | 3:4           | ausgeschieden                         | ausgeschieden | ausgeschieden                    | ausgeschieden | ausgeschieden                 | ausgeschieden | ausgeschieden                     | ausgeschieden | ausgeschieden                       | ausgeschieden | 33            |
| Amelie Solja                     | Einzel     | Sara Tokić          | 3:0          | Freilos        | Freilos       | Tatiana Kukuľková                 | 3:4           | ausgeschieden                         | ausgeschieden | ausgeschieden                    | ausgeschieden | ausgeschieden                 | ausgeschieden | ausgeschieden                     | ausgeschieden | ausgeschieden                       | ausgeschieden | 33            |
| Amelie Solja Markéta Ševčíková   | Doppel     | —                   | —            | —              | —             | Freilos                           | Freilos       | Margo Degraef / Sofia Xuan Zhang      | 4:0           | ausgeschieden                    | ausgeschieden | ausgeschieden                 | ausgeschieden | ausgeschieden                     | ausgeschieden | ausgeschieden                       | ausgeschieden | 17            |
| Amelie Solja Markéta Ševčíková   | Doppel     | —                   | —            | —              | —             | Freilos                           | Freilos       | Filippa Bergand / Rebecca Muskantor   | 1:3           | ausgeschieden                    | ausgeschieden | ausgeschieden                 | ausgeschieden | ausgeschieden                     | ausgeschieden | ausgeschieden                       | ausgeschieden | 17            |
| Sofia Polcanova Bernadette Szőcs | Doppel     | —                   | —            | —              | —             | Freilos                           | Freilos       | Nicole Arlia / Gaia Monfardini        | 3:0           | Natalia Partyka / Natalia Bajor  | 3:0           | Fu Yu / Shao Jieni            | 3:0           | María Xiao / Adina Diaconu        | 3:0           | Elizabeta Samara / Andreea Dragoman | 3:0           | Gold          |
| Karoline Mischek Tin-Tin Ho      | Doppel     | —                   | —            | —              | —             | Freilos                           | Freilos       | Ivana Malobabić / Solomija Bratejko   | 3:2           | Hana Matelová / Barbora Balážová | 0:3           | ausgeschieden                 | ausgeschieden | ausgeschieden                     | ausgeschieden | ausgeschieden                       | ausgeschieden | 9             |
| Männer                           |            |                     |              |                |               |                                   |               |                                       |               |                                  |               |                               |               |                                   |               |                                     |               |               |
| Alexander Chen                   | Einzel     | Artūrs Reinholds    | 3:0          | Marko Jevtović | 0:3           | ausgeschieden                     | ausgeschieden | ausgeschieden                         | ausgeschieden | ausgeschieden                    | ausgeschieden | ausgeschieden                 | ausgeschieden | ausgeschieden                     | ausgeschieden | ausgeschieden                       | ausgeschieden | 65            |
| Alexander Chen                   | Einzel     | Jordy Piccolin      | 0:3          | Marko Jevtović | 0:3           | ausgeschieden                     | ausgeschieden | ausgeschieden                         | ausgeschieden | ausgeschieden                    | ausgeschieden | ausgeschieden                 | ausgeschieden | ausgeschieden                     | ausgeschieden | ausgeschieden                       | ausgeschieden | 65            |
| Alexander Chen                   | Einzel     | Filip Radović       | 3:2          | Marko Jevtović | 0:3           | ausgeschieden                     | ausgeschieden | ausgeschieden                         | ausgeschieden | ausgeschieden                    | ausgeschieden | ausgeschieden                 | ausgeschieden | ausgeschieden                     | ausgeschieden | ausgeschieden                       | ausgeschieden | 65            |
| Robert Gardos                    | Einzel     | Freilos             | Freilos      | Freilos        | Freilos       | Cédric Nuytinck                   | 1:4           | ausgeschieden                         | ausgeschieden | ausgeschieden                    | ausgeschieden | ausgeschieden                 | ausgeschieden | ausgeschieden                     | ausgeschieden | ausgeschieden                       | ausgeschieden | 33            |
| Daniel Habesohn                  | Einzel     | Freilos             | Freilos      | Freilos        | Freilos       | Anders Lind                       | 4:1           | Benedikt Duda                         | 3:4           | ausgeschieden                    | ausgeschieden | ausgeschieden                 | ausgeschieden | ausgeschieden                     | ausgeschieden | ausgeschieden                       | ausgeschieden | 9             |
| Andreas Levenko                  | Einzel     | Tugay Şirzat Yılmaz | 3:0          | Freilos        | Freilos       | Mattias Falck                     | 2:4           | ausgeschieden                         | ausgeschieden | ausgeschieden                    | ausgeschieden | ausgeschieden                 | ausgeschieden | ausgeschieden                     | ausgeschieden | ausgeschieden                       | ausgeschieden | 33            |
| Andreas Levenko                  | Einzel     | Zsolt Peto          | 3:2          | Freilos        | Freilos       | Mattias Falck                     | 2:4           | ausgeschieden                         | ausgeschieden | ausgeschieden                    | ausgeschieden | ausgeschieden                 | ausgeschieden | ausgeschieden                     | ausgeschieden | ausgeschieden                       | ausgeschieden | 33            |
| David Serdaroglu                 | Einzel     | Teodor Aleksandrow  | 2:3          | ausgeschieden  | ausgeschieden | ausgeschieden                     | ausgeschieden | ausgeschieden                         | ausgeschieden | ausgeschieden                    | ausgeschieden | ausgeschieden                 | ausgeschieden | ausgeschieden                     | ausgeschieden | ausgeschieden                       | ausgeschieden | ausgeschieden |
| David Serdaroglu                 | Einzel     | Jiří Martinko       | 0:3          | ausgeschieden  | ausgeschieden | ausgeschieden                     | ausgeschieden | ausgeschieden                         | ausgeschieden | ausgeschieden                    | ausgeschieden | ausgeschieden                 | ausgeschieden | ausgeschieden                     | ausgeschieden | ausgeschieden                       | ausgeschieden | ausgeschieden |
| David Serdaroglu                 | Einzel     | Fatih Karabaxhak    | 3:0          | ausgeschieden  | ausgeschieden | ausgeschieden                     | ausgeschieden | ausgeschieden                         | ausgeschieden | ausgeschieden                    | ausgeschieden | ausgeschieden                 | ausgeschieden | ausgeschieden                     | ausgeschieden | ausgeschieden                       | ausgeschieden | ausgeschieden |
| Alexander Chen David Serdaroglu  | Doppel     | —                   | —            | —              | —             | Joan Masip / Carlos Caballero     | 3:1           | ausgeschieden                         | ausgeschieden | ausgeschieden                    | ausgeschieden | ausgeschieden                 | ausgeschieden | ausgeschieden                     | ausgeschieden | ausgeschieden                       | ausgeschieden | 17            |
| Alexander Chen David Serdaroglu  | Doppel     | —                   | —            | —              | —             | Mattias Falck / Kristian Karlsson | 1:3           | ausgeschieden                         | ausgeschieden | ausgeschieden                    | ausgeschieden | ausgeschieden                 | ausgeschieden | ausgeschieden                     | ausgeschieden | ausgeschieden                       | ausgeschieden | 17            |
| Mixed                            |            |                     |              |                |               |                                   |               |                                       |               |                                  |               |                               |               |                                   |               |                                     |               |               |
| Robert Gardos Sofia Polcanova    | Doppel     | —                   | —            | —              | —             | Freilos                           | Freilos       | Tom Jarvis / Charlotte Bardsley       | 3:1           | Dang Qiu Nina Mittelham          | 3:1           | Simon Gauzy / Prithika Pavade | 3:1           | Ovidiu Ionescu / Bernadette Szőcs | 2:3           | ausgeschieden                       | ausgeschieden | Bronze        |
| Daniel Habesohn Elizabeta Samara | Doppel     | —                   | —            | —              | —             | Freilos                           | Freilos       | Ievgen Pyshechpa / Tetjana Bilenko    | 3:0           | Emmanuel Lebesson / Yuan Jia Nan | 0:3           | ausgeschieden                 | ausgeschieden | ausgeschieden                     | ausgeschieden | ausgeschieden                       | ausgeschieden | 9             |
| Daniel Habesohn Elizabeta Samara | Doppel     | —                   | —            | —              | —             | Freilos                           | Freilos       | Özge Yılmaz / Abdullah Talha Yiğenler | 3:0           | Emmanuel Lebesson / Yuan Jia Nan | 0:3           | ausgeschieden                 | ausgeschieden | ausgeschieden                     | ausgeschieden | ausgeschieden                       | ausgeschieden | 9             |

### Triathlon
| Athleten                                                 | Wettbewerb | Zeit      | Rang |
| -------------------------------------------------------- | ---------- | --------- | ---- |
| Frauen                                                   |            |           |      |
| Julia Hauser                                             | Einzel     | 1:53:41 h | 9    |
| Lisa Perterer                                            | Einzel     | DNF       | DNF  |
| Männer                                                   |            |           |      |
| Tjebbe Kaindl                                            | Einzel     | 1:48:04 h | 43   |
| Alois Knabl                                              | Einzel     | 1:42:50 h | 11   |
| Leon Pauger                                              | Einzel     | 1:43:30 h | 16   |
| Mixed                                                    |            |           |      |
| Alois Knabl Therese Feuersinger Leon Pauger Julia Hauser | Staffel    | 1:27:25 h | 6    |

### Turnen
| Athleten                                                              | Wettbewerb           | Qualifikation | Qualifikation | Finale        | Finale        | Rang |
| Athleten                                                              | Wettbewerb           | Punkte        | Rang          | Punkte        | Rang          | Rang |
| --------------------------------------------------------------------- | -------------------- | ------------- | ------------- | ------------- | ------------- | ---- |
| Frauen                                                                |                      |               |               |               |               |      |
| Selina Kickinger                                                      | Boden                | 11,666        | 71            | ausgeschieden | ausgeschieden | 71   |
| Selina Kickinger                                                      | Schwebebalken        | 12,233        | 34            | ausgeschieden | ausgeschieden | 34   |
| Selina Kickinger                                                      | Stufenbarren         | 12,600        | 35            | ausgeschieden | ausgeschieden | 35   |
| Selina Kickinger                                                      | Mehrkampf Einzel     | —             | —             | 49,232        | 27            | 27   |
| Carina Kröll                                                          | Boden                | 11,700        | 67            | ausgeschieden | ausgeschieden | 67   |
| Carina Kröll                                                          | Schwebebalken        | 12,033        | 40            | ausgeschieden | ausgeschieden | 40   |
| Carina Kröll                                                          | Stufenbarren         | 11,800        | 55            | ausgeschieden | ausgeschieden | 55   |
| Carina Kröll                                                          | Mehrkampf Einzel     | —             | —             | 48,099        | 39            | 39   |
| Jasmin Mader                                                          | Boden                | 12,433        | 36            | ausgeschieden | ausgeschieden | 36   |
| Jasmin Mader                                                          | Schwebebalken        | 11,866        | 47            | ausgeschieden | ausgeschieden | 47   |
| Jasmin Mader                                                          | Stufenbarren         | 12,066        | 48            | ausgeschieden | ausgeschieden | 48   |
| Jasmin Mader                                                          | Mehrkampf Einzel     | —             | —             | 48,698        | 34            | 34   |
| Alissa Mörz                                                           | Stufenbarren         | 12,100        | 46            | ausgeschieden | ausgeschieden | 46   |
| Charlize Mörz                                                         | Boden                | 11,066        | 96            | ausgeschieden | ausgeschieden | 96   |
| Charlize Mörz                                                         | Schwebebalken        | 11,900        | 45            | ausgeschieden | ausgeschieden | 45   |
| Carina Kröll Selina Kickinger Charlize Mörz Jasmin Mader              | Mehrkampf Mannschaft | 146,863       | 11            | ausgeschieden | ausgeschieden | 11   |
| Männer                                                                |                      |               |               |               |               |      |
| Manuel Arnold                                                         | Barren               | 12,700        | 73            | 13,633        | 8             | 73   |
| Manuel Arnold                                                         | Boden                | 12,833        | 65            | ausgeschieden | ausgeschieden | 65   |
| Manuel Arnold                                                         | Pauschenpferd        | 13,566        | 21            | ausgeschieden | ausgeschieden | 21   |
| Manuel Arnold                                                         | Reck                 | 11,633        | 95            | ausgeschieden | ausgeschieden | 95   |
| Manuel Arnold                                                         | Ringe                | 13,000        | 58            | ausgeschieden | ausgeschieden | 58   |
| Manuel Arnold                                                         | Mehrkampf Einzel     | —             | —             | 76,832        | 45            | 45   |
| Alexander Benda                                                       | Barren               | 13,166        | 54            | ausgeschieden | ausgeschieden | 54   |
| Alexander Benda                                                       | Boden                | 13,500        | 33            | 14,633        | 3             | 33   |
| Alexander Benda                                                       | Pauschenpferd        | 12,266        | 66            | ausgeschieden | ausgeschieden | 66   |
| Alexander Benda                                                       | Reck                 | 13,366        | 31            | ausgeschieden | ausgeschieden | 31   |
| Alexander Benda                                                       | Ringe                | 12,866        | 66            | ausgeschieden | ausgeschieden | 66   |
| Alexander Benda                                                       | Mehrkampf Einzel     | —             | —             | 78,964        | 30            | 30   |
| Vinzenz Höck                                                          | Reck                 | 13,300        | 35            | ausgeschieden | ausgeschieden | 35   |
| Vinzenz Höck                                                          | Ringe                | 14,866        | 3             | 14,733        | 5             | 5    |
| Askhab Matiev                                                         | Barren               | 12,800        | 67            | ausgeschieden | ausgeschieden | 67   |
| Askhab Matiev                                                         | Boden                | 12,700        | 75            | ausgeschieden | ausgeschieden | 75   |
| Askhab Matiev                                                         | Pauschenpferd        | 12,533        | 60            | ausgeschieden | ausgeschieden | 60   |
| Askhab Matiev                                                         | Reck                 | 12,633        | 59            | ausgeschieden | ausgeschieden | 59   |
| Askhab Matiev                                                         | Ringe                | 12,700        | 78            | ausgeschieden | ausgeschieden | 78   |
| Askhab Matiev                                                         | Mehrkampf Einzel     | —             | —             | 77,166        | 41            | 41   |
| Ricardo Rudy                                                          | Barren               | 12,700        | 73            | ausgeschieden | ausgeschieden | 73   |
| Ricardo Rudy                                                          | Boden                | 12,366        | 90            | ausgeschieden | ausgeschieden | 90   |
| Ricardo Rudy                                                          | Pauschenpferd        | 13,233        | 31            | ausgeschieden | ausgeschieden | 31   |
| Vinzenz Höck Alexander Benda Manuel Arnold Ricardo Rudy Askhab Matiev | Mehrkampf Mannschaft | 238,495       | 13            | ausgeschieden | ausgeschieden | 13   |